# Paris-Roubaix de 1975
A 73.ª edição da Paris-Roubaix teve lugar a 13 de abril de 1975 e foi vencida ao sprint por terceira vez pelo belga Roger De Vlaeminck.

## Classificação final
| Posição | Ciclista           | Equipa                         | Tempo      |
| ------- | ------------------ | ------------------------------ | ---------- |
| 1       | Roger de Vlaeminck | Brooklyn                       | 6h 52' 04" |
| 2       | Eddy Merckx        | Molteni                        | m. t.      |
| 3       | André Dierickx     | Rokado                         | m. t.      |
| 4       | Marc Demeyer       | Carpenter-Confortluxe-Flandria | m. t.      |
| 5       | Francesco Moser    | Filotex                        | + 2' 41"   |
| 6       | Freddy Maertens    | Carpenter-Confortluxe-Flandria | m. t.      |
| 7       | Roger Swerts       | IJsboerke-Colner               | + 5' 13"   |
| 8       | Walter Godefroot   | Carpenter-Confortluxe-Flandria | + 7' 44"   |
| 9       | Guido Van Sweevelt | Maes Pils-Watney               | + 9' 19"   |
| 10      | Gerben Karstens    | Gitane-Campagnolo              | + 10' 33"  |